# Messie dans le judaïsme

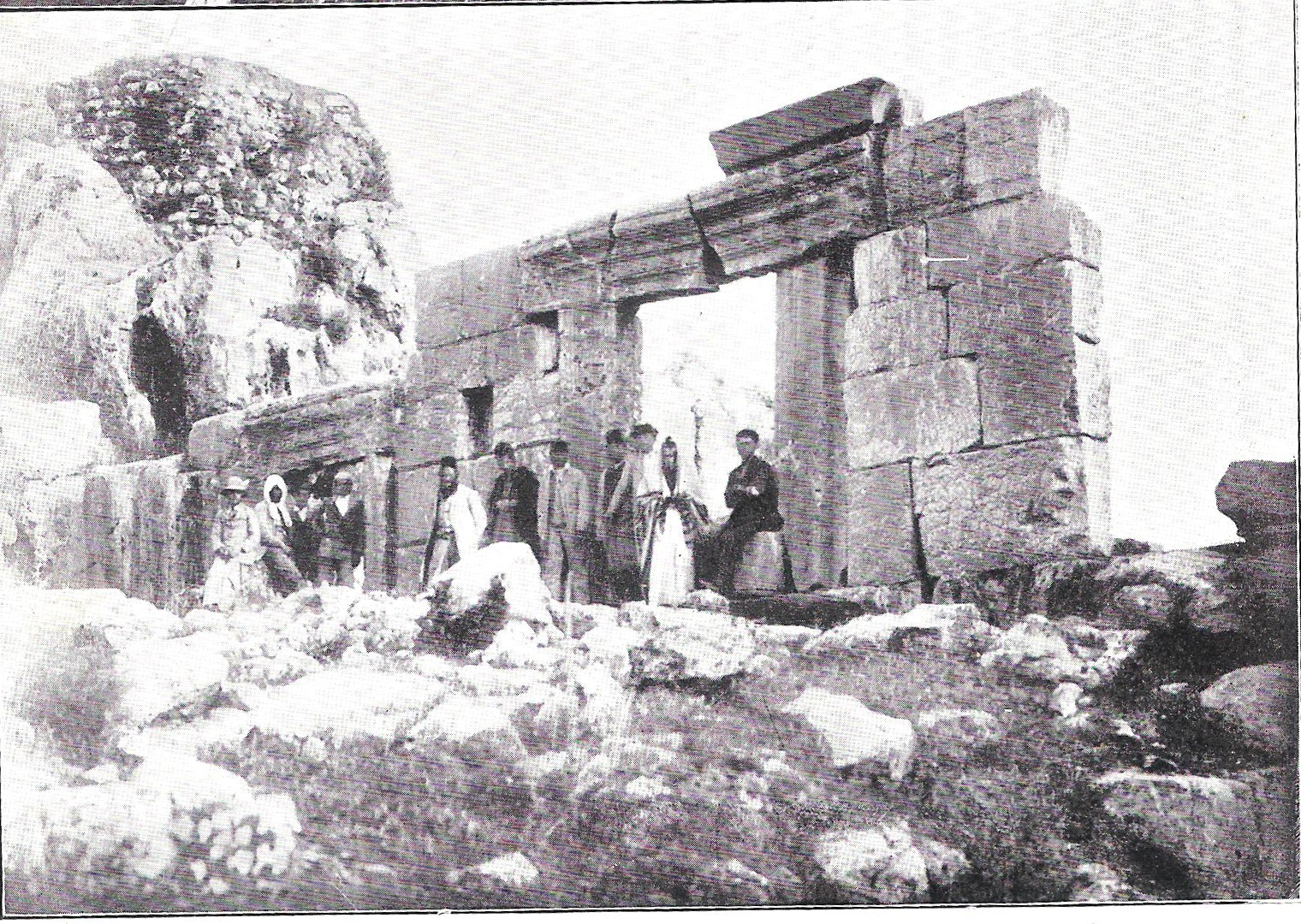
Pèlerins devant la tombe du rabbi Shimon bar Yohaï, à Meron (Empire ottoman) en 1880. Une tradition affirmait que l’effondrement de l’architrave de la porte principale, brisée et reposant en équilibre précaire, coïnciderait avec la venue du messie mais le Département des Antiquités a renforcé la porte avec du béton dans les années 1960.

Le messie (hébreu : משיח mashia'h, judéo-araméen babylonien : משיחא meshi'ha, grec ancien : Χριστός christos, arabe : المسيح Al-Masih - « oint ») représente une figure centrale de la foi juive, dont les prophéties dans la Bible hébraïque ont annoncé qu’un homme issu de la lignée du roi David amènerait à la fin des temps une ère de paix et de bonheur éternel dont bénéficieraient la nation israélite et le monde qui s'élèverait avec ses croyants.
Cette croyance, à peine évoquée dans le Pentateuque mais prégnante dans la littérature post-exilique, s'intensifie à l’époque du second Temple, de nombreux Juifs assimilant l’Empire romain aux nations que le Messie, fils de David, combattra selon les prophéties. Un nombre important de prétendants à la messianité se lèvent pour secouer le joug de la Pax romana et se font éliminer les uns après les autres, entraînant la disparition des courants plus ou moins importants qui s’en réclamaient, à l’exception notable de Jésus de Nazareth dont les partisans, diffusant leurs croyances parmi les nations, se séparent petit à petit des Juifs et du judaïsme pour devenir les premiers chrétiens.
Avec la perte d’indépendance de la Judée, qui disparaît bientôt en tant que telle, la figure du messie se fait plus spirituelle et miraculeuse, renforcée par chaque catastrophe frappant le peuple juif. L’expulsion des Juifs d'Espagne crée ainsi les conditions favorables à la reconnaissance, par nombre d’exilés, de Sabbataï Zvi en tant que Messie   car il a une grande connaissance des enseignements ésotériques juifs, et parce que le messie détiendrait des pouvoirs mystiques. Sa conversion à l’islam entraîne de nombreux Juifs à abandonner le judaïsme, et les rabbins proscrivent les attentes eschatologiques. Des rabbins d’Europe de l'Est entreprennent cependant de ressusciter les attentes messianiques dans un cadre plus conforme au judaïsme, fondant le hassidisme. L’un d'entre eux en particulier, Menachem Mendel Schneerson du mouvement Loubavitch, a cristallisé les espérances à l’ère actuelle.
En parallèle, et à l'opposé du décisionnaire et penseur médiéval Moïse Maïmonide, qui avait érigé le messianisme en article de foi, la réforme du judaïsme des débuts proclame que « Berlin est notre Jérusalem », avant de se tourner vers le tikkoun olam, qui substitue à l’attente jugée passive d’une figure hypothétique l’avènement actif d’une ère de paix et de progrès considérée comme équivalente aux temps messianiques.

## LeMashia'h(messie) dans la Bible hébraïque (Tanakh)

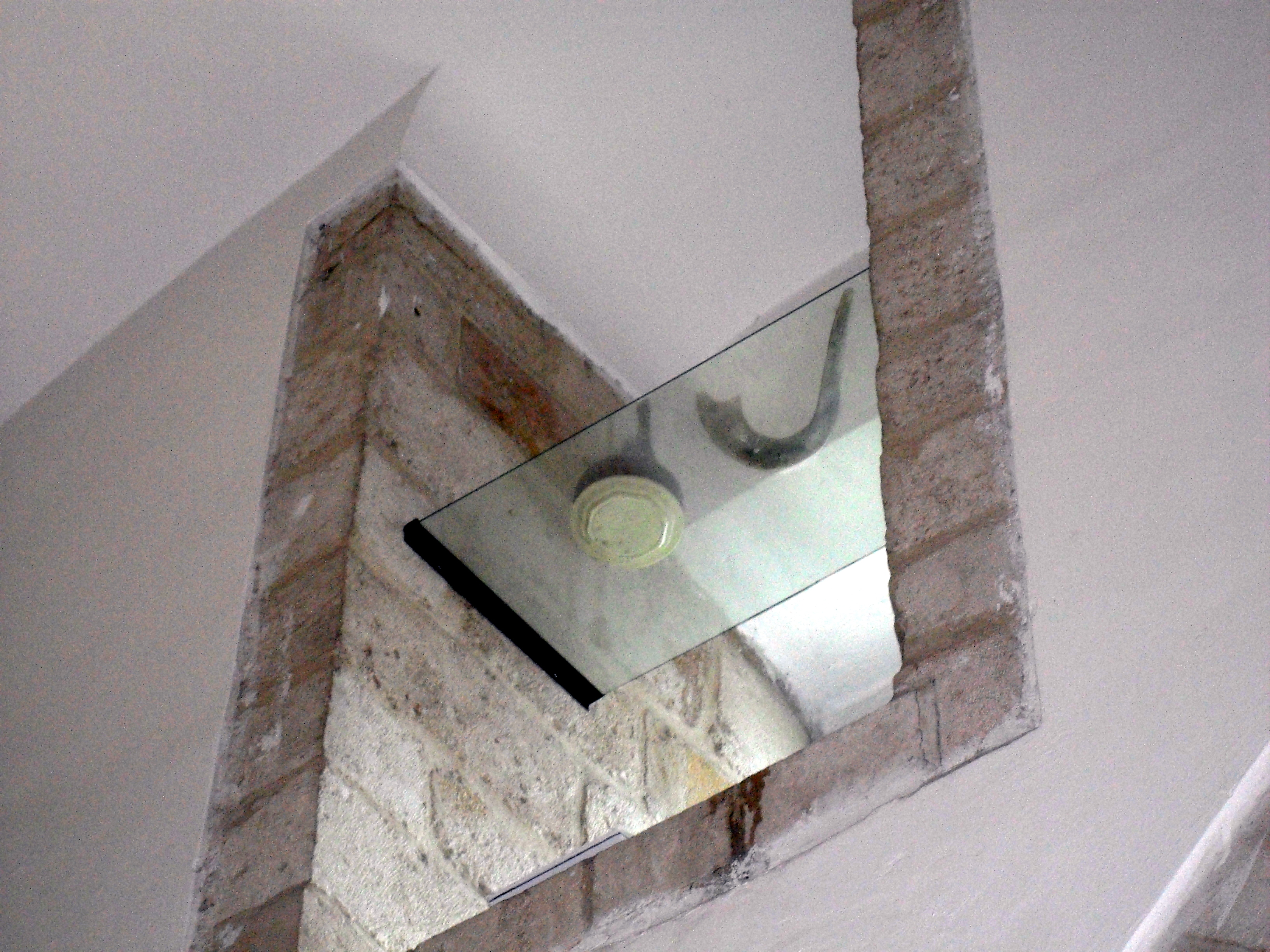
Dans la synagogue Ben Zakai à Jérusalem, un flacon d'huile et un shofar attendent la venue du Messie. Selon la légende, il existe un tunnel secret reliant cette synagogue au Mont du Temple.

Le mot Mashia'h (Messie) apparaît 38 fois dans le Tanakh dite Bible hébraïque, et désigne celui qui reçoit l'onction.
Par l'onction, l’huile réputée tout pénétrer même la pierre, est « le signe de la pénétration de l’Esprit du Seigneur investissant un personnage, le consacrant pour une mission »,.
Le mashia'h est dans la Bible hébraïque un homme intronisé dans sa fonction par onction d'huile d'olive : en bénéficient d’abord les prêtres (cohanim) et les instruments du culte (Exode 29), cohen mashiah désignant ensuite de manière plus spécifique le grand prêtre d'Israël (Lévitique 4:3).
L’onction sert ensuite à consacrer les rois (ou les prétendants à la royauté dans le cas d’Absalom), y compris Hazaël, le roi d'Aram oint par Élie ; celui-ci désigne également de la sorte son successeur, Élisée, et Isaïe se présente comme oint par le Seigneur. L’onction semble avoir constitué une pratique courante dans le Proche-Orient ancien envers les prêtres, mais aussi les mariées et les esclaves affranchis. En revanche, l'onction des Rois semble avoir été propre aux Israélites, pour se poursuivre chez les rois chrétiens.
L'onction s'appliquant par l'entremise des prêtres juifs, il ne peut y avoir théoriquement de « messie autoproclamé dans le judaïsme »,

### Exigences textuelles
La plupart des exigences textuelles concernant le Messie et ses réalisations proviennent du Livre d'Isaïe, dans lequel la majorité des références [sauf Isaïe 11:12] renvoient à un Messie qui ne concerne pas un peuple spécifique et cela, bien qu'il s'y trouve désigné comme descendant d'Yshaï (Jessé), ancêtre de David.
Mais on trouve des références traitant des temps futurs — sans préciser que ces changements dépendent de la venue du Messie — dans presque tous les livres bibliques, et celles-ci désignent en termes explicites la maison d'Israël ou les Juifs.
- « Un rameau sortira de la souche de Jessé (Yishaï). » (Isaïe 11:1)
- « Sur lui reposera l'esprit du Seigneur : esprit de sagesse et d'intelligence, esprit de conseil et de force, esprit de science et de crainte de Dieu » (Isaïe 11:2)
- « Il sera un arbitre entre les nations et le percepteur de peuples nombreux… » (Isaïe 2:4)
- « Les juges et les conseillers seront rétablis » (Isaïe 1:26)
- « … Seul Dieu sera grand en ce jour. » (Isaïe 2:17)
- « Il jugera les faibles avec justice, il rendra des arrêts équitables en faveur des humbles du pays... du souffle de ses lèvres, il fera mourir le méchant. » (Isaïe 11:4)
- « Il sera un messager de paix » (Isaïe 52:7)
- « Les cités en ruine d'Israël seront restaurées » (Ezéchiel 16:55)
- « Les armes de guerre seront détruites » (Ezéchiel 39:9)
- « Le Temple sera reconstruit. » (Ezéchiel 40)
- « Car Ma Maison sera appelée une maison de prières pour toutes les nations. » (Isaïe 56:3-7)
- « ... Les nations se tourneront vers lui. » (Isaïe 11:10)
- « En ces jours-là, dix hommes de toute langue, de toute nation, saisiront le pan de l'habit d'un seul individu juif en disant : Nous voulons aller avec vous car nous avons entendu dire que Dieu est avec vous ! » (Zacharie 8:23)
- « Je gratifierai les peuples d'un idiome épuré, pour que tous invoquent le nom de l'Éternel et l'adorent d'un cœur unanime. » (Sophonie 3:9)
- « ... Je ferai pénétrer ma loi en eux (la maison d'Israël), c'est dans leur cœur que Je l'inscrirai... Car, tous ils me connaîtront… » (Jérémie 31:33-34)
- La connaissance de Dieu emplira le monde (Isaïe 11:9)
- « Il lèvera l'étendard vers les nations pour recueillir les exilés d'Israël et rassembler les débris épars de Juda des quatre coins de la terre. »(Isaïe 11:12)
- « Puissent donc tes morts revenir à la vie et les cadavres des miens ressusciter ! » (Isaïe 26:19)
- « A jamais, il anéantira la mort...et fera disparaître de toute la terre l'opprobre de son peuple... ». (Isaïe 25:8)

- « Les rachetés du Seigneur reviendront...Une joie perpétuelle couronnant leur tête ». (Isaïe 51:11)

- « Il prendra la terre inculte et la rendra abondante et fertile » (Isaïe 51:3, Amos 9:13-15, Ezéchiel 36:29-30, Isaïe 11:6-9)

### Analyse textuelle critique
Le concept du Messie semble évoluer au fil de la Bible : selon les tenants de l'hypothèse deutéronomiste, ce concept, peu évoqué dans le Pentateuque, sinon dans la prophétie de Balaam (cf. l'opinion de Maïmonide, plus bas) a subi un façonnage pour correspondre au roi Josias : le qualificatif de Mashia'h revient le plus souvent dans la Tanakh en association avec David, ce qui explique sans doute pourquoi le dirigeant qui devra sortir de ses rangs est appelé Mashia'h, selon les prophéties des prophètes du Second Temple (ex: Daniel 9). La prophétie de Balaam constituerait donc un « ajout ». Peut-être servent-elles de justification aux réformes cultuelles entreprises par Josias, ou bien celui-ci les accomplit afin d'établir la messianité de son personnage.
Après la mort de celui-ci, la dimension militaire perd de sa prépondérance : on remarque en effet que les prophéties guerrières d'Isaïe, déjà présentes chez Michée, cèdent le pas aux prophéties miraculeuses d'Ézéchiel, qui élabore avec fidélité sur ses prédécesseurs dans tous les autres domaines.
Le concept de Messie ressort de façon particulière lorsque l'idéologie deutéronomiste dessert les idéologies nationalistes, comme à l'époque hasmonéenne (c. IIe siècle AEC), où les prophéties de Zacharie, faisant allusion à Ezra (Esdras) et Zorobabel, se voient réinterprétées comme annonçant l'arrivée de deux sauveurs.
Dans cette optique, certains interprètent la trahison de Judas Iscariote, dont le nom pourrait signifier « Judas le Sicaire », comme une tentative de pousser Jésus à adopter une attitude martiale vis-à-vis des Romains et ainsi reprendre l'aspect militaire que possède le Messie.

## Le messie à la porte de Rome
Les Sages s'interrogent (Traité Horayot (en) 11b) : Pourquoi tous les rois ne furent-ils pas oints ? Une réponse consiste à dire que l'onction ne s'appliquait que lorsqu'un doute survenait en début de leur royauté sur leur désignation par l'Éternel. Elle faisait donc office de permission officielle. Cependant, même les rois n'ayant pas reçu l'onction avaient le titre de Melekh HaMashia'h : le titre de « Mashia'h » indique que leur sacre a reçu l'approbation divine, ce qui explique pourquoi le roi perse Cyrus porte aussi la désignation de mashia'h (Isaïe 45), car il mena la vie dure au roi de Babylone, et le remplaça, avec l'appui et la bénédiction de Dieu (un appui dont Cyrus semble bien conscient, car il n'hésite pas à en remercier Ahura Mazda, dieu suprême de l'hénothéisme mazdéen).
Le Mashia'h est en pratique un homme, né d'une femme (exégèse de ad ki yavo Silo), sans aucun caractère divin ou surhumain. (« Le Talmud ne fait mention nulle part d'une croyance en un rédempteur surhumain en tant que Messie »).
Selon une tradition répandue, un Messie potentiel se lève à chaque génération, mais il ne peut accomplir cette destinée que si la providence suprême estime que la génération s'en trouve digne.
Selon les Sages, il y a deux Messies, le premier étant le Mashia'h ben Yossef, qui réalise les étapes pratiques, comme le rassemblement du peuple, et le Mashia'h ben David, le Messie spirituel. Le Mashia'h ben Yossef, de la tribu d'Éphraïm, descend de Rachel, tandis que le Mashia'h ben David, de la tribu de Juda, descend de Léa.
Le Talmud discute du Messie en d'autres endroits :

« Le Saint, béni soit-Il, voulut faire d'Ézéchias le Mashia'h et de Sennacherib Gog et Magog. 
La mesure de justice vint Lui dire : Maître du monde, qu'en est-il du Roi David, qui a dit tant de chants et éloges devant Toi ? Tu n'as pas fait de lui le Mashia'h, [alors qu']Ézéchias, pour lequel Tu as réalisé tous ces miracles, et qui n'a pas chanté un chant devant Toi, tu ferais de lui le Mashia'h ? »

— Sanhédrin 94a

« Rabbi Yehoshoua ben Levi (en), se promenant, rencontra adossé à l'entrée d'une caverne, le prophète Élie, à l'endroit où était enterré Rabbi Shimon Bar Yohaï.
Il lui demanda : Ai-je une part dans le monde à venir ?
Il (Élie) répondit : si le Maître le veut.
[…]Il lui demanda ensuite : Quand viendra le Messie ?
Il répondit : Va et demande-lui.
- Où le trouverai-je ?, s'enquit le Rabbi.
- À la porte de Rome
- Et comment vais-je le reconnaître ?
- Il est assis avec les pauvres affectés de toutes sortes de maladies. Tous défont et refont leurs pansements en une seule fois, mais lui, il fait et refait ses pansements, les uns après les autres, en disant ceci : 'Lorsque je devrai amener la Délivrance, il ne faut pas que je sois retardé à refaire tous mes pansements!'
Il (Rabbi Yehoshoua ben Levi) alla donc, et le salua : Paix sur toi, mon maître et professeur
- Paix sur toi, fils de Levi (Ben Levi)
- Quand viendras-tu, Maître?
- Aujourd'hui
À son retour auprès d'Élie, Élie s'enquit : Que t'a-t-il dit ?
- Paix sur toi, fils de Levi
- Par cela, il t'a assuré, ainsi qu'à ton père, une portion du , monde à venir.
- Il ne m'a pas parlé vrai, il a dit qu'il viendrait aujourd'hui, mais il ne l'a pas fait !
Il (Élie) lui répondit : C'est ce qu'il t'a dit : aujourd'hui, si vous entendez Sa voix (Psaumes 95:7) »

— Sanh. 98a

« Il est écrit (Michée 5:4) : "C'est ainsi qu'il y aura la paix. Lorsque l'Assyrien viendra dans notre pays, et qu'il pénètrera dans nos palais, nous ferons lever contre lui sept pasteurs et huit oints".
Qui sont les sept pasteurs ? David au centre ; Adam, Seth, Mathusalem à sa droite ; Abraham, Jacob, et Moïse à sa gauche.
Et qui sont les huit oints ? Jessé, Saül, Samuel, Amos, Sophonie, Sédécias, le Mashia'h et Élie. »

— Soukka 52b

## Opinions rabbiniques

### Maïmonide
Rabbin et philosophe du XIIIe siècle, Moïse Maïmonide n'a que 13 ans lorsque sa famille se retrouve contrainte de fuir sa ville natale de Cordoue, tombée aux mains des Almohades. La conquête de l'islam bat son plein, et de nombreux Juifs se convertissent, mais aussi impressionnés par les succès de l'islam dans lequel certains voient le doigt de Dieu. Au Yémen, un prétendant à la messianité prêche aux Juifs d'adopter un syncrétisme judéo-musulman.
C'est dans ce contexte qu'il faut lire l'opinion de Maïmonide, à laquelle la conception du Mashia'h dans la pensée juive doit beaucoup. Le passage suivant vient de son Mishné Torah (Hilkhot Melakhim Oumil'hamoteihem, chapitre 11) :

« Le Roi oint (Melekh HaMashia'h) est destiné à se lever et restaurer le royaume Davidique dans son antique et première souveraineté. Il construira le Temple de Jérusalem et rassemblera les égarés d'Israël. Toutes les lois reprendront vigueur en ses jours comme avant : les offrandes sacrificielles seront offertes et les années sabbatiques ainsi que les  Jubilés seront tenus, en accord avec tous les préceptes mentionnés dans la Torah. Quiconque ne croit pas en lui, ou n'attend pas sa venue, ne défie pas seulement les autres prophètes, mais aussi la Torah et Moïse notre Maître. Car la Torah témoigne à propos de lui en ces termes : "alors l'Éternel, ton Dieu, ramènera tes exilés et aura compassion de toi, il te rassemblera encore… Quand tu serais exilé à l'autre extrémité du ciel… et c'est là qu'Il t'ira chercher" , etc.. »

— (Deutéronome 30:3-5)

« Ces mots sont explicitement mentionnés dans la Torah, circonscrivent et incluent tous les mots parlés par tous les prophètes. Dans la section de la Torah référant à Bala'am, aussi, il est écrit : "et voilà qu'il prophétisa à propos des deux oints" : le premier oint, c'est David, qui a sauvé Israël de tous ses oppresseurs ; et le dernier oint se lèvera parmi sa descendance et sauvera Israël à la fin. Voici ses propos (Nombres 24:17-18) : "Je le vois, mais non maintenant" - c'est David ; "Je le contemple, mais non de près" - c'est le Melekh HaMashia'h. "Un astre sort de Jacob" - c'est David, "Un sceptre s'élève d'Israël" - c'est le Melekh HaMashia'h. "Il perce les flancs de Moab" - c'est David, ainsi qu'on l'apprend de "Il battit les Moabites, et il les mesura avec un cordeau…" (II Samuel 8:2), "Et il abat tous les enfants de Seth" - c'est le Melekh HaMashia'h, à propos duquel il est dit : "Et il dominera d'une mer à l'autre" (Zacharie 9:10). "Il se rend maître d'Édom" - c'est David, ainsi : "Et Édom fut assujetti à David, etc." (II Samuel 8:6) ; "Il se rend maître de Séir, ses ennemis" - c'est le Melekh HaMashia'h, ainsi : "Des libérateurs monteront sur la montagne de Sion, Pour juger la montagne d'Ésaü ; Et à l'Éternel appartiendra le règne. »

— (Abdias 1:21).

« Et [dans la section] des Villes de Refuge, il est dit : "Lorsque l'Éternel, ton Dieu, aura élargi tes frontières… tu ajouteras encore trois villes à ces trois-là", etc. (Deutéronome 19:8-9). Cela ne s'est jamais produit, or le Saint, béni soit-Il ne commande pas en vain. Mais, comme pour les paroles des prophètes, cela ne nécessite pas de preuve, comme tous leurs livres sont emplis de ce sujet. »

« N'imagine pas que le Melekh HaMashia'h doit produire des miracles et des signes et produire de nouvelles choses dans le monde ou ressusciter les morts et ainsi de suite. Cela n'est pas ainsi : car Rabbi Akiva fut un grand savant au sein des sages de la Mishna, il fut l'assistant-guerrier du roi Bar-Kokhba, et clama qu'il était le Melekh HaMashia'h. Lui et tous les Sages de sa génération le créditèrent de l'être, jusqu'à ce qu'il fut tué par [ses] péchés ; ce n'est qu'à sa mort qu'ils surent qu'il ne l'était pas. Les Sages ne lui avaient demandé ni miracle ni signe… »

« Et si un roi se lève, venant de la Maison de David, étudiant la Torah et s'impliquant dans les commandements comme son père David, d'après les Torah écrite et orale, s'il oblige tout Israël à les suivre et à renforcer ses points faibles, et mène les guerres de Hashem, celui-là devra être traité comme s'il était l'oint. S'il réussit {et remportait sur toutes les nations qui l'entourent. Vieilles versions et mss.} et construit un Saint Temple en l'endroit assigné et rassemblait les égarés d'Israël, ce sera en vérité le Mashia'h, et il amendera le monde entier, qui vénérera le Seigneur ensemble, ainsi qu'il est dit : "Alors Je donnerai aux peuples des lèvres pures, afin qu'ils invoquent tous le Nom de l'Éternel, pour le servir d'un commun accord. »

— (Sophonie 3:9)

« Cependant, s'il ne réussissait pas jusqu'à maintenant, ou était tué avant de le faire, il serait clair qu'il n'est pas celui que la Torah nous a promis, et qu'il est en vérité comme tous les rois propres et entiers de la Maison de David qui sont morts. Le Saint, béni soit-Il ne l'aura fait venir que pour éprouver le peuple, ainsi : "Quelques-uns des hommes sages succomberont, afin qu'ils soient épurés, purifiés et blanchis, jusqu'au temps de la fin, car elle n'arrivera qu'au temps marqué. »

— (Daniel 11:35)

Maïmonide écrit ensuite la raison pour laquelle les Juifs pensent que Jésus eut tort de « créer » le christianisme et que Mahomet eut tort de fonder l'islam : non seulement, ils n'ont pas sauvé Israël, rassemblé ses exilés et renforcé leurs mitzvot, mais ils ont causé sa perte par l'épée, la dispersion de ses rescapés et leur humiliation, ils ont changé ou nié la Torah et, pour le christianisme, conduit une grande partie du monde à rendre erronément un culte à un dieu autre que le Seigneur. Toutefois, écrit Maïmonide, ces deux fois aident à rapprocher le monde de Dieu, et participent donc à sa rédemption :
אף אותו שדמה שיהיה משיח ונהרג בבית דין כבר נתנבא בו דניאל שנ[אמר] : "ובני פריצי עמך ינשאו להעמיד חזון ונכשלו" וכי יש מכשול גדול מזה ? שכל הנביאים דברו שהמשיח גואל לישראל ומושיעם ומקבץ נדחיהם ומחזק מצותם וזה גרם לאבד ישר[אל] בחרב ולפזר שאריתם ולהשפילם ולהחליף התורה ולהטעות רוב העולם ולעבוד מבלעדי ה׳ אבל מחשבות בורא עולם אין כח באדם להשיגם כי לא דרכים דרכיו ולא מחשבותים מחשבותיו וכל הדברים האלו ושל זה שעמד אחריו אינו אלא לישר דרך למלך המשיח ולתקן העולם כולו לעבוד את ה׳ ביחד שנ[אמר] : "כי אז אהפך כל עמים שפה ברורה לקרא כולם בשם ה׳ ולעבדו שכם אחד 
= « Même celui qui a imaginé qu’il serait Messie et qui a été tué par le tribunal rabbinique, Daniel a déjà prophétisé en lui, car il est dit : "Et des enfants scélérats de ton peuple s’insurgeront pour réaliser la vision, mais ils succomberont" (Daniel 11, 14). Car y a-t-il un grand obstacle d’ici ? Tous les prophètes ont dit que le Messie est le rédempteur pour Israël et qu’il les sauve, rassemble ses exilés et renforce leur commandement, celui-ci cause la perte d’Israël par l’épée, la dispersion de leur reste, leur humiliation, le changement de la Loi, la tromperie de la majorité du monde et le service à l’exception de Dieu. Mais les pensées du créateur du monde, il n’y a pas de force en l’homme pour les atteindre, car leurs chemins ne sont pas ses chemins et leurs pensées ne sont pas ses pensées et toutes ces paroles et celles de celui qui se tient après lui, serait-ce pour redresser le chemin vers le roi Messie et pour préparer tout le monde à servir Dieu ensemble, car il est dit : "Mais alors aussi je gratifierai les peuples d’un idiome épuré, pour que tous ils invoquent le nom de l’Éternel et l’adorent d’un cœur unanime" (Sophonie 3, 9). »
(Maïmonide, Mishneh Torah, Venise, 1524, p. 763a, lignes 25-30).

### Nahmanide
Voir La disputation de Barcelone
En juillet 1263,le roi d'Aragon Jaume Premier convoque son protégé Nahmanide, rabbin de Gérone devenu chef spirituel de la communauté juive de Catalogne, à une disputation publique avec un Juif apostat devenu moine dominicain, connu sous le nom de Fra Pablo Christiani, qui entend prouver la vérité du christianisme à partir des passages de textes pharisiens (aggadot tirées du Talmud et du Midrash) traitant du Mashia'h. Cet épisode marque un tournant dans la pensée juive : discuter de ce qu'est le Messie cède le pas à discuter de ce qu'il n'est pas.
Nahmanide démontre l'inanité des prétentions de Christiani en remettant les passages cités dans leur contexte. Il fait remarquer au passage que la plupart ne constituent que des "sermons" n'ayant pas aux yeux du judaïsme la force du Talmud ou de la Torah. Il cite ensuite de nombreux passages bibliques et talmudiques prouvant que le Mashia'h attendu par les prophètes est un être humain, de chair et de sang, et non une divinité dans l'entendement chrétien de Jésus ; qu'il doit amener un règne de paix et de justice universelles, et non une ère de violence, de guerres, surtout au nom de la religion (chrétienne).
Par ailleurs, Nahmanide affirme que la question du Messie n'a pas autant d'importance pour les Juifs que les Chrétiens ne l'imaginent : un Juif exilé, souffrant, humilié sous la botte des chrétiens a plus de mérite à observer les préceptes que sous le règne du Mashia'h où cela représente l'état naturel des choses.

### Joseph Albo
Voir Sefer HaIkkarim

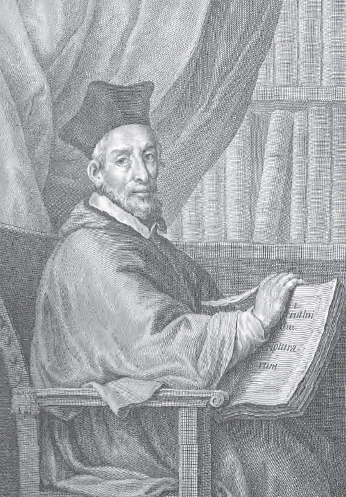
Salomon Ha-Levi dit Pablo de Santa Maria de Burgos (1350-1435), illustration de 1804

À la fin du XIVe siècle, une vague de persécutions s'abat sur les Juifs d'Espagne, entraînant un nombre de conversions au christianisme souvent forcées, et irréversibles, créant la classe des Cristianos Nuevos ou marranes - d'autres disparaissant dans la chrétienté.
Dans ce contexte des persécutions anti-juives espagnoles de 1391, le grand rabbin de Burgos, Salomon HaLévi, choisit de se convertir avec toute sa famille (sauf son épouse) en 1391 et devient Pablo de Santa Maria (Paul de Burgos), honoré de nombreuses charges ecclésiastiques et politiques allant jusqu'à la paternité de décisions anti-juives. Un de ses anciens élèves, Joshua HaLorki, lui lance d'acerbes critiques.
Vingt ans plus tard, le même Joshua HaLorki, entretemps devenu médecin du pape Benoît XIII après sa conversion sous le nom de Geronimo de Santa Fe, provoque les Juifs d’Alcañiz et d’Aragon, convoquant la disputation de Tortosa en 1413. Menée de façon tendancieuse, elle aboutit après deux ans à d'autres conversions plus ou moins volontaires. Le rabbin Joseph Albo en tire que  le 12e principe de foi de Maïmonide, la croyance absolue en la venue du Messie, a causé bien des torts aux Juifs, d’autant plus que Geronimo de Santa Fe n’a pas hésité à rappeler que Hasdaï Crescas, considéré comme la sommité rabbinique de son temps, s’est laissé abuser par un prétendant à la messianité de Cisneros.
Joseph Albo réduit donc le nombre de principes de foi à trois: l’existence de Dieu, la révélation et la justice divine, ajoutant que la seule religion révélée de manière véritable est celle qui, à partir de ces principes, peut faire ressortir les autres sans se contredire. 
Cependant, en ayant éliminé l’espérance messianique des principes comme des dérivés, Joseph Albo laisse entendre qu’on peut ne pas croire au Messie sans verser dans l’hétérodoxie. Son ouvrage, ayant pour but avant tout de déplacer la polémique vers un terrain plus "neutre", reçut par conséquent un très mauvais accueil au sein du judaïsme.

### Isaac Abravanel

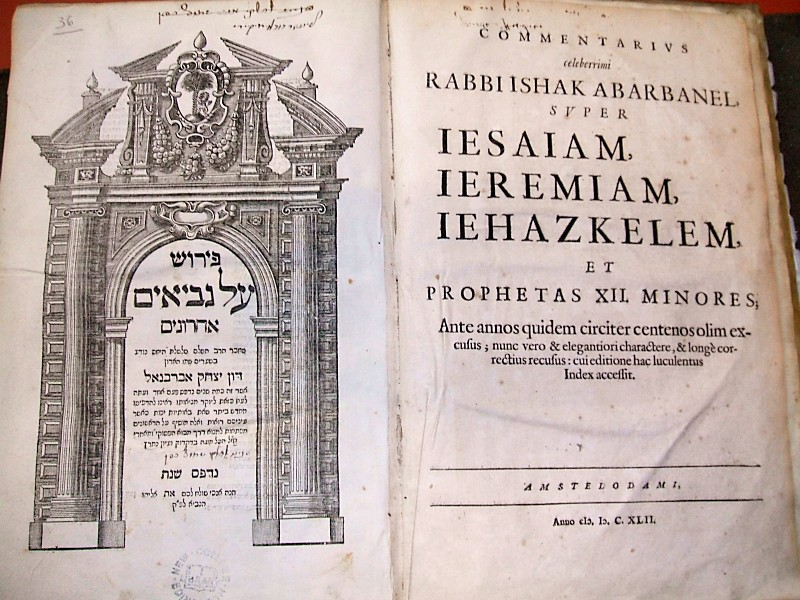
Perush al Nevi Ahron d'Ishak Abarbanel : Commentaires sur Isaïe, Jérémie, Iehazkelem et les Prophètes, 1642

Isaac Abravanel, homme de cour, commentateur et contradicteur de Maïmonide vit au premier plan l'un des plus grands traumatismes de l'histoire des Juifs jusqu'à la Shoah : l'expulsion des Juifs d'Espagne le 2 août 1492, du sol où la plupart avaient  depuis l’Exil.
À son échec personnel de n'avoir pu faire annuler le décret de l'Alhambra et sa souffrance s’ajoute la perception de la souffrance de ses frères, mourant dans la misère et le désarroi, se détachant de toute spiritualité et sainteté. Afin de renforcer leur foi, il rédige sa Trilogie messianique (Migdol Yeshou’ot)
Ces malheurs fondant subitement sur le peuple Juif ne constituent-elles pas les douleurs d’enfantement du Messie ? 
Abravanel réfute les interprétations chrétiennes de la réalisation des prophéties messianiques, en particulier celles du livre de Daniel, en la personne de Jésus, mais aussi les interprétations de ceux des commentateurs juifs qui situent la réalisation des prophéties à l’époque du Second Temple. Selon Abravanel, celui-ci ne représentait qu’un ersatz du premier, et s’inscrivait dans les suites de l’exil qui débuta lorsque le Premier Temple tomba.
Il fait remarquer d'une part que le royaume des chrétiens n’est pas indestructible, puisque les musulmans les ont fait reculer à plusieurs reprises, d'autre part que la quatrième bête de Daniel pourrait bien être Rome, et sa "petite corne" (Daniel 7:8) la papauté, qui a des "yeux d’homme" et dit "des choses monstrueuses", telles les doctrines de la Trinité ou de l’Incarnation.
Abravanel défend aussi les sources rabbiniques du messianisme, parmi lesquelles la Aggada, mise à mal par Nahmanide. Il commente principalement le chapitre 28 des Pirke de Rabbi Éliezer (qui traitent des quatre empires du songe de Daniel) et les passages du traité Sanhédrin afférant au Messie. Pour finir, il fait de même avec les passages bibliques.
Les idées d'Abravanel connaîtront une grande pérennité en son temps et dans les siècles à venir.

### Le Gaon de Vilna
Les impressions du Gaon de Vilna sur le Messie, et le Messie fils de Joseph en particulier, ont été consignées par l'un de ses élèves, le Rav Hillel de Siklov dans son livre Qol HaTor.
Loin de tout mysticisme, le Gr"a (HaGaon Rabbenou Eliyahou) spécule sur un Mashia'h ben Yossef responsable d'hommes, qui fait avancer les choses afin de ressusciter, défendre, protéger et faire vivre la nation (juive), sans aucune publicité ni reconnaissance, s'occupant au contraire des plus démunis. Selon le Gr"a, le Mashia'h ben Yossef n'est pas forcément un homme : la Reine Esther joua ce rôle au sein de sa génération.

### Le Maharal
Dans son Netza'h Israël, consacré en entier au sujet de la Délivrance, le Rav Yehouda Löw estime que le Roi David représentait le prototype du Messie fils de David, se basant sur les derniers versets du Livre de Samuel (2 Sam 23:1) : « Voici les dernières paroles de David. Parole de David, fils d'Ishaï, Parole de l'homme haut placé, De l'oint du Dieu de Jacob, Du chantre agréable d'Israël. »
Le futur Messie devra constituer un roi sur lequel compte Israël, menant leur guerre dans une dimension spirituelle.

## Opinions actuelles

### Judaïsme orthodoxe
Le judaïsme orthodoxe se fonde sur les 13 principes de Maïmonide, ceux-ci se fondant sur les Prophètes. Les juifs orthodoxes croient donc en la venue du Messie, même si celui-ci devait tarder.
La figure que prendra le Mashia'h ben David ne fait cependant pas l'objet d'un consensus. Parmi les opinions existantes, on peut citer :
- un enfant qui grandira pour faire régner la paix (d'après ,Isaïe. la notion de Hevlei Hamashia'h a donné l'interprétation de cette prophétie.
- un juge descendant de David (d'après  ,Isaïe qui décrit aussi ses qualités – une des versions les plus populaires. Selon le traité Sanhédrin (93b), les prétentions de Siméon bar Kokhba à la messianité ont montré leur inanité sur la base de cette description)
- un grand guerrier (selon Eikha Rabba, un midrash sur les Lamentations, Rabbi Akiva aurait proclamé Bar-Kokhba Mashia'h quand il l'aurait vu arrêter les pierres des catapultes romaines avec son genou et les retourner à l'envoyeur)Yeshayahou Leibowitz

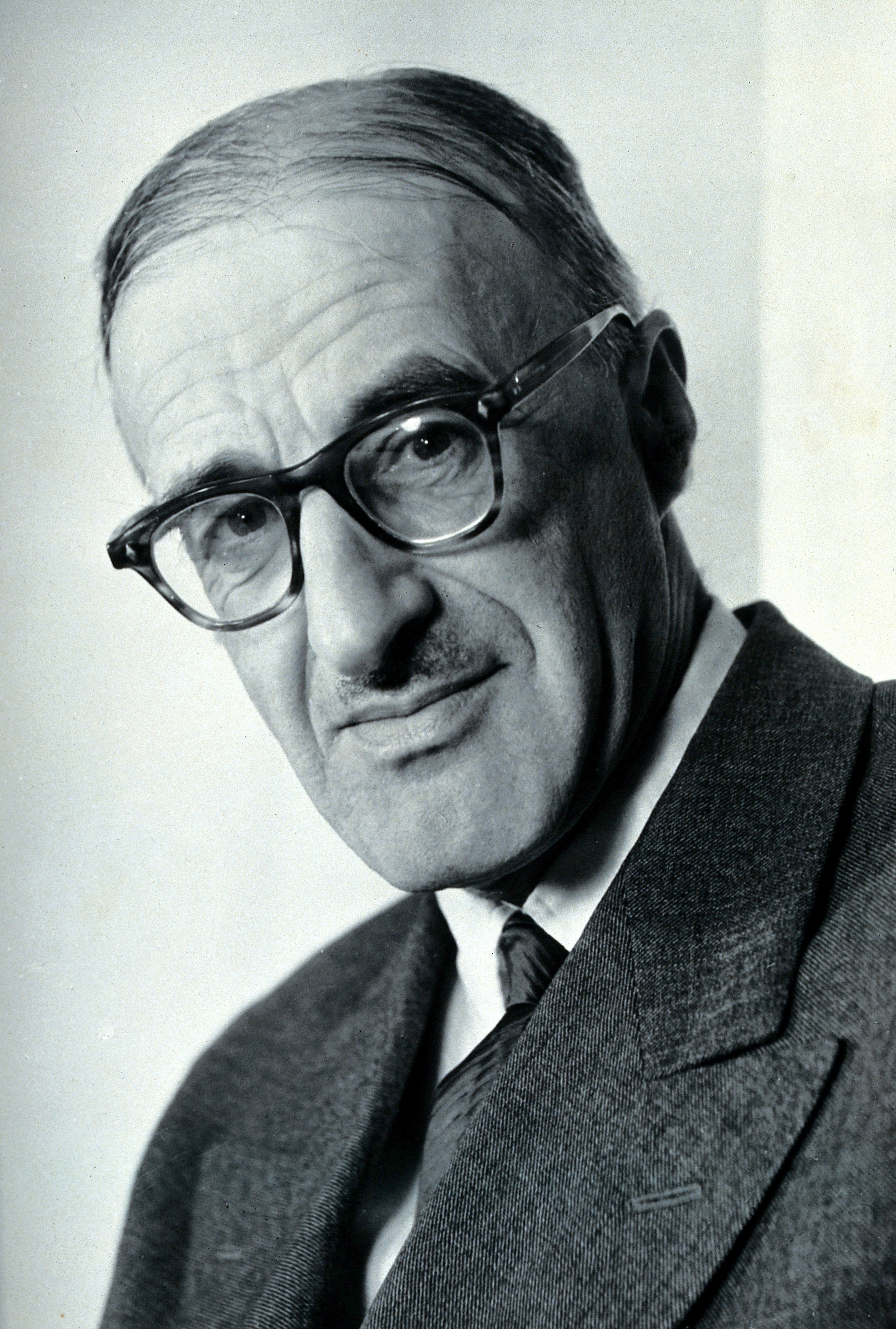
Yeshayahou Leibowitz

- une figure dépendante du peuple d'Israël (Selon Rabbi Yehoshoua ben Levi, si Israël le mérite, le Messie descendra des nuées, comme le dit Daniel (7:13), sinon, il arrivera humble et montant un âne comme le dit Zacharie (9:7)- Sanhédrin 98a)
- un mendiant (selon l'aggada de Rabbi Yehoshoua ben Levi, cf. supra)
- horrible et beau (selon le Sefer Zeroubavel, un ouvrage pseudépigraphique du VIIe siècle, publié par Adolf Jellinek (en) et faisant l'apologie d'un prétendant juif à la messianité nommé Menahem ben Amiel.)
- le directeur de l'Académie céleste où étudient les justes (Zohar Bereshit 1,4b)
- un roi-philosophe (Moïse Maïmonide, Mishné Torah, cf. supra, et Commentaire de la Mishna, voir eschatologie juive.)

Parallèlement, le philosophe et moraliste Yeshayahou Leibowitz (1903-1994), bien qu' orthodoxe et grand admirateur de Maïmonide, ne croit pas à l'âge messianique tel qu'il est traditionnellement compris : « le sens religieux profond de l'idée messianique consiste à présenter un but et un but vers lesquels il faut s'efforcer éternellement. Le Messie est essentiellement celui qui viendra toujours, il est l'avenir éternel. Le Messie qui vient, le Messie du présent, est inévitablement le "faux Messie" ». Il considère les attentes d'un âge messianique littéral comme brouillant la ligne entre « la foi religieuse visant au service de Dieu et les aspirations psychologiques à la satisfaction des aspirations humaines ».

### JudaïsmeMassorti
Selon Emet VeEmounah (le "manifeste" des positions "traditionalistes") :

« Comme personne ne peut énoncer de certitude sur ce qui se passera lors de l'ère messianique, chacun est libre d'élaborer sa propre spéculation. Certains d'entre nous les acceptent comme littéralement vraies, d'autres comme de jolies métaphores… 
Pour le monde, nous rêvons d'un temps où la guerre sera abolie, où la justice et la compassion seront les axiomes universels, ainsi qu'il est dit dans Isaïe 11: "...la terre sera emplie de la connaissance du Seigneur comme les eaux emplissent la mer." 
Pour notre peuple, nous rêvons du rassemblement de tous les Juifs à Sion, où nous pourrons de nouveau mener nos destinées et exprimer notre génie distinctif en tout domaine de notre vie nationale. Nous affirmons la prophétie d'Isaïe(2:3) que "...la Torah sortira de Sion, et la parole de l'Éternel de Jérusalem".
"Nous ne savons pas quand le Messie viendra, ni s'il sera une figure humaine charismatique ou le symbole de la rédemption de l'humanité des maux du monde. Par la doctrine d'une figure messianique, le judaïsme nous enseigne que chaque être humain doit vivre comme s'il a individuellement la responsabilité d'amener les temps messianiques. Au-delà de cela, nous faisons écho aux paroles de Maïmonide, basées sur celles du prophète Habaccuc (2:3), que quand bien même il pourrait tarder, nous l'attendrons chaque jour. »

### Judaïsme progressiste (reconstructionniste et réformé)
Ces mouvements ont, pour différentes raisons, rejeté le concept de « Messie », bien que certains croient aux temps messianiques, non pas au sens eschatologique que comprennent les orthodoxes, mais d'utopie, à laquelle tous les Juifs sont obligés de concourir, substituant à l'attitude jugée « attentiste » des orthodoxes une attitude active et réaliste.
En 1976, la  Conférence centrale des rabbins américains (l'organisme officiel des rabbins américains réformés) écrivait à propos de l'ère messianique :

« Les précédentes générations de Juifs réformés avaient une confiance inaltérable dans le potentiel humain pour le bien. Nous sommes passés par de terribles tragédies, et avons été obligés de nous réapproprier le réalisme de notre tradition sur la capacité humaine à œuvrer au mal. Néanmoins, notre peuple a toujours refusé de désespérer. Les survivants de l'Holocauste, ayant reçu la vie, l'ont saisie, l'ont nourrie et, se relevant au-dessus de la catastrophe, ont montré à l'humanité que l'esprit humain était indomptable. »

« L'État d'Israël, établi et maintenu par la volonté juive de vivre, démontre ce qu'un peuple uni peut accomplir dans l'histoire. L'existence du Juif est un argument contre le désespoir ; la survie juive est garante de l'espoir humain. Nous demeurons les témoins de Dieu que l'histoire n'est pas vaine de sens. Nous affirmons qu'avec l'aide de Dieu, les gens ne sont pas impuissants à influencer leur destinée. Nous nous consacrons, comme les générations de Juifs qui nous ont précédés, à œuvrer et attendre ce jour où « Ils ne blesseront ni ne détruiront dans toute Ma sainte montagne, car la terre sera emplie de la connaissance du Seigneur comme les eaux emplissent la mer. »

### Autres courants
Quant aux mouvements fondés par Sabbataï Zvi et Jacob Franck, ils ont quitté le giron du judaïsme pour l'islam ou le christianisme.